# Font-rubí
Font-rubí és un terme municipal de la comarca de l'Alt Penedès, amb capital a Guardiola de Font-rubí.

## Geografia
- Llista de topònims de Font-rubí (Orografia: muntanyes, serres, collades, indrets..; hidrografia: rius, fonts...; edificis: cases, masies, esglésies, etc).

Està situat a la part nord de la comarca, al límit amb la comarca de l'Anoia.
Es troba en un paratge natural privilegiat, amb terres de conreu, principalment vinyes, camp, oliveres, envoltat de muntanyes amb importants extensions de bosc, nombroses fonts naturals i sota l'atenta mirada de la serralada de Montserrat.
El terme dibuixa una forma llargaruda que li ve donada pel fet d'haver-se configurat al llarg d'una antiga carrerada que anava de la Llacuna a la Granada i Santa Coloma de Queralt. El territori presenta zones molt muntanyoses a la part nord del terme, amb elevacions superiors als 790 metres a les serres de Font-rubí i l'Avellà. De Guardiola en avall, però, el terreny és generalment pla i la seva altitud es manté sobre els 300 metres.
La població viu molt dispersa en nuclis i caseries. Hi ha en total 16 barris i 1 urbanització. La base econòmica és l'agricultura, sobretot la vinya.

## Història
L'origen històric del terme és el Castell de Font-rubí, situat a 759 m d'altitud, prop del puig del Castellot (793 m). Fou un lloc de vigilància del proper Coll de la Barraca, pas entre la Segarra i la plana penedesenca.
El castell de Font-rubí es troba documentat des del 983. Era de propietat dels comtes de Barcelona però fou cedit en feu a la família Queralt. El castell era de jurisdicció reial fins que a la fi del segle xiv, el rei Joan I va vendre el castell i el terme de Font-rubí a Pere Febrer i posteriorment passà a diverses altres mans. El castell de Font-rubí esdevingué centre de la baronia de Font-rúbia (dita antigament de Font-rubí i coneguda també com a baronia de Grabuac).
El castell de Font-rubí fou destruït immediatament després de la Guerra de Successió.
Durant la Guerra Civil, el municipi canvià temporalment el seu nom pel de Guardiola del Penedès.
Des del 1983 fins al 2007 va ser alcalde Jaume Llopart i Alemany de CiU.
Des de l'any 2008 fins a l'actualitat, l'alcalde és Xavier Lluch i Llopart (CiU).
El poble està agermanat amb Rieux-Volvestre, petita població occitana.

## Demografia
| Entitat de població      | Habitants (2023) |
| Guardiola de Font-rubí   | 510              |
| Can Castellví            | 171              |
| Grabuac i la Fanga       | 123              |
| l'Alzinar                | 117              |
| Santa Maria de Bellver   | 93               |
| Montjuïc                 | 76               |
| les Casetes d'en Raspall | 66               |
| els Pujols               | 66               |
| la Maçana                | 49               |
| l'Avellà                 | 49               |
| Font-rubí                | 35               |
| les Cases Noves          | 34               |
| Cal Semisó i la Font     | 26               |
| Sabanell                 | 17               |
| Mas Moió                 | 16               |
| el Coll de la Barraca    | 8                |
| Font: Idescat            |                  |

| 1497 f | 1515 f | 1553 f | 1717 | 1787 | 1857  | 1877  | 1887  | 1900  | 1910  |
| ------ | ------ | ------ | ---- | ---- | ----- | ----- | ----- | ----- | ----- |
| 19     | 4      | 33     | 163  | 87   | 1.243 | 1.680 | 1.677 | 1.624 | 1.710 |

| 1920  | 1930  | 1940  | 1950  | 1960  | 1970  | 1981  | 1990  | 1992  | 1994  |
| ----- | ----- | ----- | ----- | ----- | ----- | ----- | ----- | ----- | ----- |
| 1.881 | 1.900 | 1.797 | 1.743 | 1.662 | 1.338 | 1.185 | 1.112 | 1.142 | 1.142 |

| 1996  | 1998  | 2000  | 2002  | 2004  | 2006  | 2008  | 2010  | 2012  | 2014  |
| ----- | ----- | ----- | ----- | ----- | ----- | ----- | ----- | ----- | ----- |
| 1.186 | 1.225 | 1.200 | 1.303 | 1.340 | 1.394 | 1.461 | 1.466 | 1.437 | 1.353 |

| 2016  | 2018  | 2020  | 2022  | 2024  | 2026 | 2028 | 2030 | 2032 | 2034 |
| ----- | ----- | ----- | ----- | ----- | ---- | ---- | ---- | ---- | ---- |
| 1.363 | 1.354 | 1.414 | 1.446 | 1.446 | -    | -    | -    | -    | -    |

## Administració
| Període      | Nom de l'alcalde/-essa  | Partit polític             | Data de possessió |
| ------------ | ----------------------- | -------------------------- | ----------------- |
| 1979 - 1983  | Jaume Llopart i Alemany |                            | 19/04/1979        |
| 1983 - 1987  | Jaume Llopart i Alemany | Independent                | 28/05/1983        |
| 1987 - 1991  | Jaume Llopart i Alemany | CiU                        | 30/06/1987        |
| 1991 - 1995  | Jaume Llopart i Alemany | CiU                        | 15/06/1991        |
| 1995 - 1999  | Jaume Llopart i Alemany | CiU                        | 17/06/1995        |
| 1999 - 2003  | Jaume Llopart i Alemany | CiU                        | 03/07/1999        |
| 2003 - 2007  | Jaume Llopart i Alemany | CiU                        | 14/06/2003        |
| 2007 - 2011  | Xavier Lluch i Llopart  | CiU                        | 16/06/2007        |
| 2011 - 2015  | Xavier Lluch i Llopart  | CiU                        | 11/06/2011        |
| 2015 - 2019  | Xavier Lluch i Llopart  | CiU                        | 13/06/2015        |
| 2019 - 2023  | Xavier Lluch i Llopart  | PDeCAT                     | 15/06/2019        |
| Des del 2023 | Xavier Lluch i Llopart  | Impulsem Font-rubí - Junts | 17/06/2023        |

## Festes i fires
- 22 de gener: St. Vicenç, patró de Font-rubí i Festa Major d'hivern
- 15 de maig: St. Isidre, patró de la pagesia
- 7, 8, 9 de maig: Fira " Font-rubí és mostra"
- Darrer cap de setmana de juliol: Festa Major de Font-rubí
- 7 d'agost: Fira de caça del Penedès
- Del 14 al 17 d'agost: Festa Major de Guardiola
- 2n cap de setmana d'octubre: Festa del Most

## Entitats i associacions
- Agrupació de geganters i grallers de Font-rubí
- Associació de joves de Font-rubí
- Grup dels diables de Font-rubí
- Agrupació coral de Guardiola de Font-rubí
- Grup de panderetes
- Grup de pastorets
- Grup de Ball de Cercolets
- Grup de panderos
- Ball de les gitanes
- Grup de cavalcada de reis
- Societat del ball de Font-rubí
- La serpent del castellot
- Xaranga de Font-rubí
- Els bastoners
- Club esportiu Font-rubí
- Associació de mares i pares d'alumnes de l'escola Font-rúbia
- Grup de teatre "La Carrerada"
- Societat de caçadors de Guardiola de Font-rubí
- Agrupació defensa forestal Font-rubí
- CATACROC, Mogoda Infantil Font-rubí – Gestió Esplai "El Gotim"
- Club "Bàsquet Font-rubí"
- Associació de la gent gran de Font-rubí
- Grup de grallers
- Grup de capgrossos
- Grup petits diables de Font-rubí
- Club futbol sala Font-rubí
- Associació Cultural Empelt

## Revista independent "Montònec"
Revista independent d'informació local i comarcal. Fundada el 1990 i amb una periodicitat bimensual, és editada per l'Associació Cultural Montònec de Font-rubí. Cada any per Sant Jordi es convoca un premi literari de poesia i narració curta.
Membres de la ACPC, Associació Catalana de la Premsa Comarcal.
També amb presència als mitjans digitals i a les xarxes socials des del 2018.

## Muntanyes de Font-rubí
Font-rubí té diversos accidents geogràfics:
- Turó de Ca l'Antoni
- Turó de Ca l'Agustí
- El Castellot
- Pujol del Riba
- Pujol Gran
- Pujol Xic
- Serral de Santsuies
- Turó de la Serra
- El Serral
- El Tibidabo

## Balls Populars[3]

### Ball de Cercoletes
El Ball de Cercoletes de Font-Rubí va néixer l’any 2007 a càrrec d'un grup de noies adolescents d'entre 9 i 13 anys que portaven ballant panderetes d'ençà que eren ben petites i tenien moltes ganes d'innovar. Així doncs, es van agrupar i, amb l’ajuda de familiars i de l’Ajuntament de Font-rubí, van constituir el grup de cercoletes.
En primer lloc, pel que fa al vestuari, varen conservar el que havíem lluït anys anteriors durant el ball de panderetes. Tot i això, hi van incorporar petites modificacions. Per exemple, la presència del color blau, tant a les faldilles com al cercolet; on anys després el van canviar per un color verd, aconseguint el color de les cercoletes actual i fent-lo totalment diferent del que s'havia vist al poble fins al moment.

### Bastoners de Font-rubí
Els Bastoners de Font-rubí van ser creats l'any 1984, quan el mestre Jordi Manyà va aplegar un grup d'escolars, de nois i noies, i formant així un dels primers balls populars fundats al municipi. El seu repertori es compon de peces com La Pavana, la Boja i la Processó, entre d'altres.
Actualment són tres els grups que formen l'entitat: els bastoners petits, els bastoners mitjans i el grup de grans. Aquests, amb el blanc i el vermell com a colors identitaris, surten a ballar els tradicionals balls propis del municipi cada Festa Major i Festa del Most. A més a més, en els darrers anys, el grup de grans ha format part, juntament amb altres balls, a la comitiva organitzada a Rieux-Volvestre, per tal de mostrar les nostres tradicions i cultura.
Els nens i nenes del poble poden començar a ballar des de ben petits; sempre amb la intenció de passar molt bones estones i donar continuïtat al grup de bastoners.

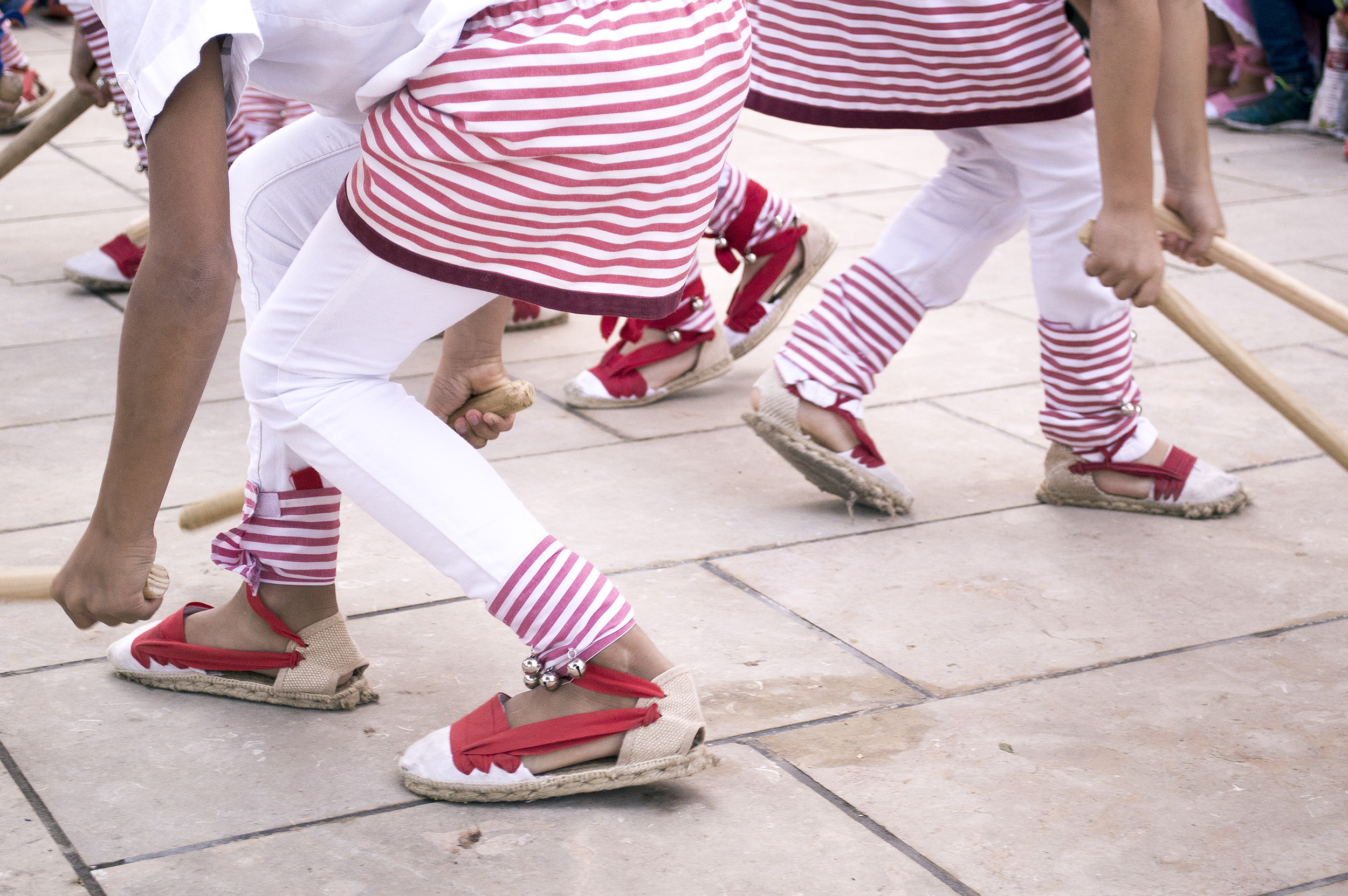

### Gegants de Font-rubí
L'Encantada i el Moro són els gegants de Font-rubí, una parella que va ser formada per un grup de joves entusiastes tutelats per la Regidoria de Cultura i assessorats per Venceslau Soler, del Centre Permanent de Cultura Popular i Enllaç del Turó dels Pujols. Estan construits amb materials tradicionals: fusta, filferro, paper de diari i cartró.

Representen dos dels personatges de la llegenda de l'Encantada de Can Fàbregas, tradicional del Penedès. D'ençà del seu bateig presideixen les festes del poble i es passegen arreu, participant en nombroses trobades de gegants.

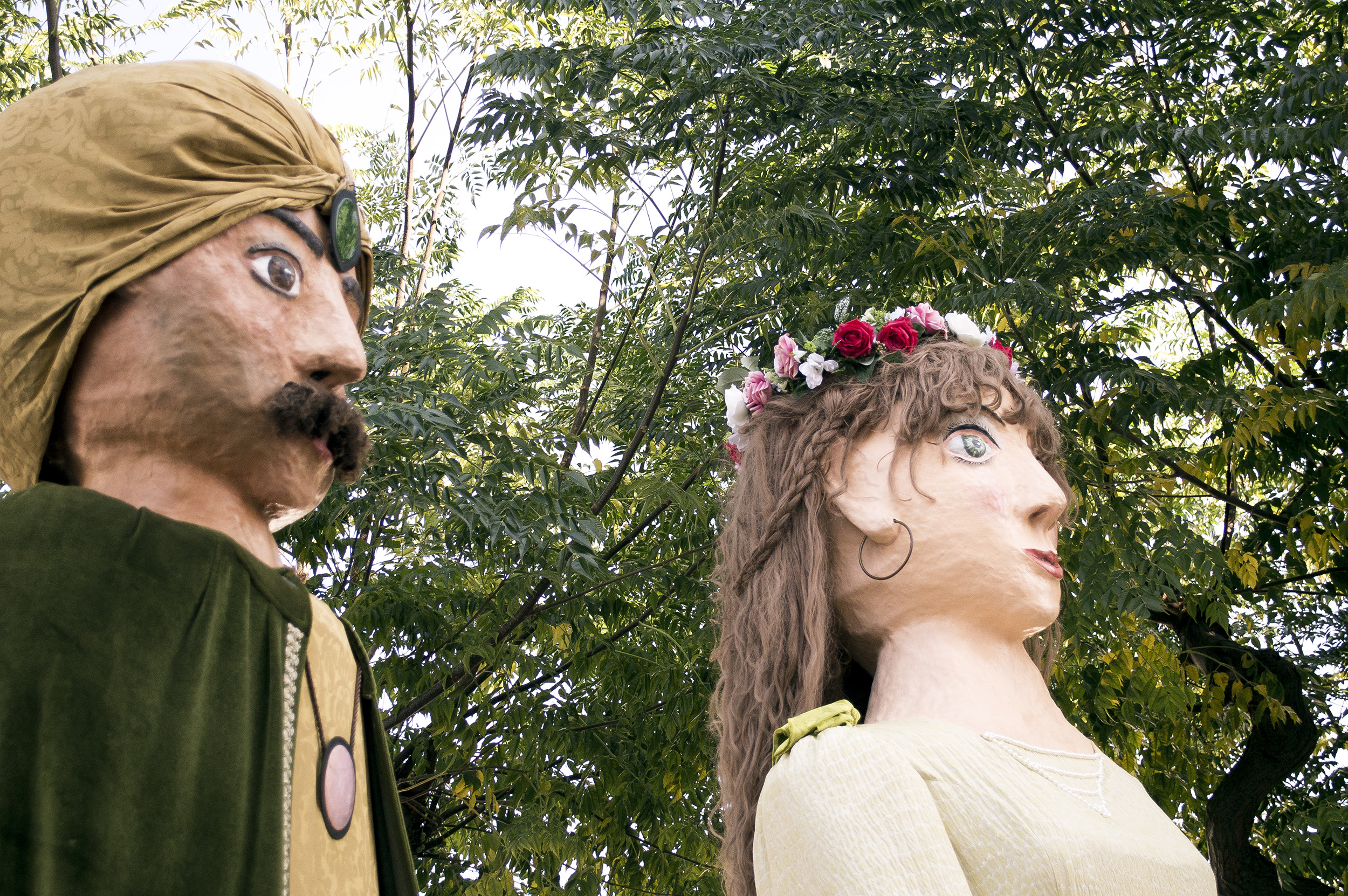

### Ball de Panderos
El Ball de Panderos és un ball popular del Penedès i a Font-rubí es va recuperar l’any 2016. Es va formar per un grup de noies que ballaven en el Ball de Panderetes i que van deixar aquest ball per deixar pas a les nenes petites. Aquestes noies es van engrescar i van recuperar el Ball de Panderos. En el seu inici, el grup estava compost per 10 persones i actualment està format per 8 persones, totes noies.
El vestuari és el següent: camisa blanca, 2 mocadors creuats al pit, faixa verda o vermella segons la fila, pantalons blancs llargs, camals amb picarols, espardenyes de vetes verdes o vermelles.
Pel que fa a les coreografies, és un ball vistós i alegre. Les balladores, seguint una coreografia, fan repicar els panderos i evolucionen formant diverses figures al ritme i melodia d’una cançó determinada. La creu, la cercavila, la jota, la serp, el quadrat i la rodona són algunes de les coreografies que dansen el Ball de Panderos.
El ball compta amb l’acompanyament musical del flabiol i tamborí i del sac de gemecs.

### Capgrossos de Font-rubí
Els Capgrossos de Font-rubí estan formats per una petita colla d’amigues i veïnes del poble que, farà aproximadament uns cinc anys, varen decidir reprendre el ball i tornar-lo a fer partícip dels cicles festius de la pròpia localitat. D’aquesta manera, i gràcies a l’ajuda d'altres entitats i balls folklòrics del poble, els caps varen tornar a formar part de la festivitat local, mostrant així la figura de tres personatges representatius de la zona, sempre de la mà de la gresca i l’humor que desprèn i caracteritza aquest bocí de la cultura popular.
Els protagonistes del ball són persones que varen brindar-nos la seva essència més personal i mantenien, mantenen i mantindran les seves arrels al poble:
- Al centre, l’Eduard Bages, l’agutzil del poble. L’home amb legitimitat per obrir totes i cadascuna de les portes de Guardiola. Sempre acompanyat, evidentment, del seu puro.
- A mà esquerra, en Josep Güell, propietari del restaurant Cal Güell.
- A la banda dreta, en Pau Xich, del restaurant Cal Pau Xich. Tant Josep Güell com Pau Xich són fàcilment identificables gràcies a la representació dels atributs físics i de l’actual vestimenta utilitzada per les balladores.

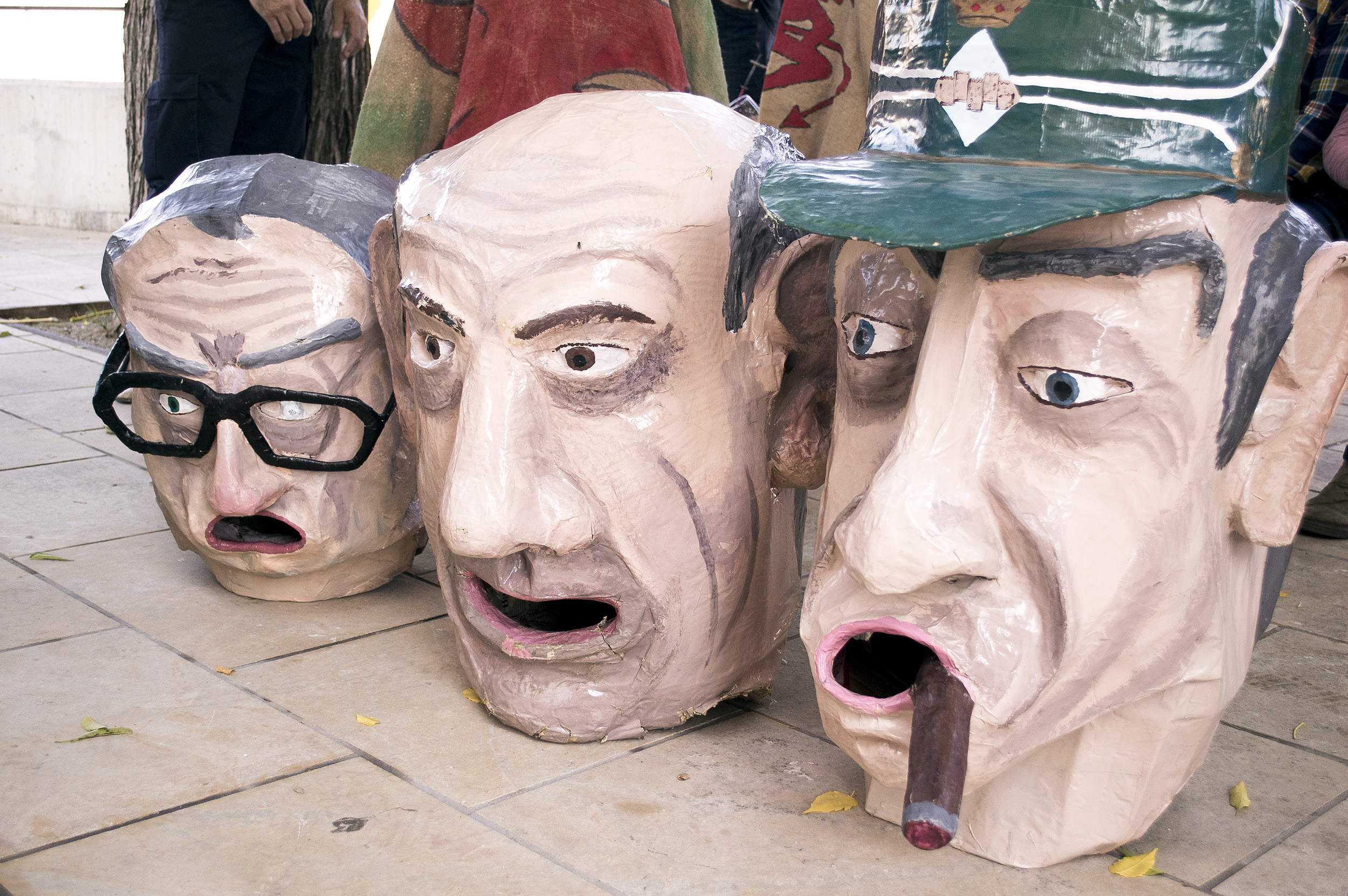

### Diables de Font-rubí
El ball de diables de Font-rubí va ser fundat l’any 1980. Des d’aleshores n’han format part diverses generacions de diables i diablesses, sempre amb el foc i l’olor de pólvora com a gran passió. Actualment la colla està formada per 31 integrants, dues noies i vint-i-nou nois, que ja fa 4 anys que van agafar les regnes de l'entitat.
Els actes més importants en els quals participen activament durant l’any són el correfoc i els versots diabòlics, però a banda d’aquests també col·laboren i participen en tota mena d’actes del poble. Per exemple, el ball organitza el quinto popular per Nadal, i també participa en la fira Vinòleum.

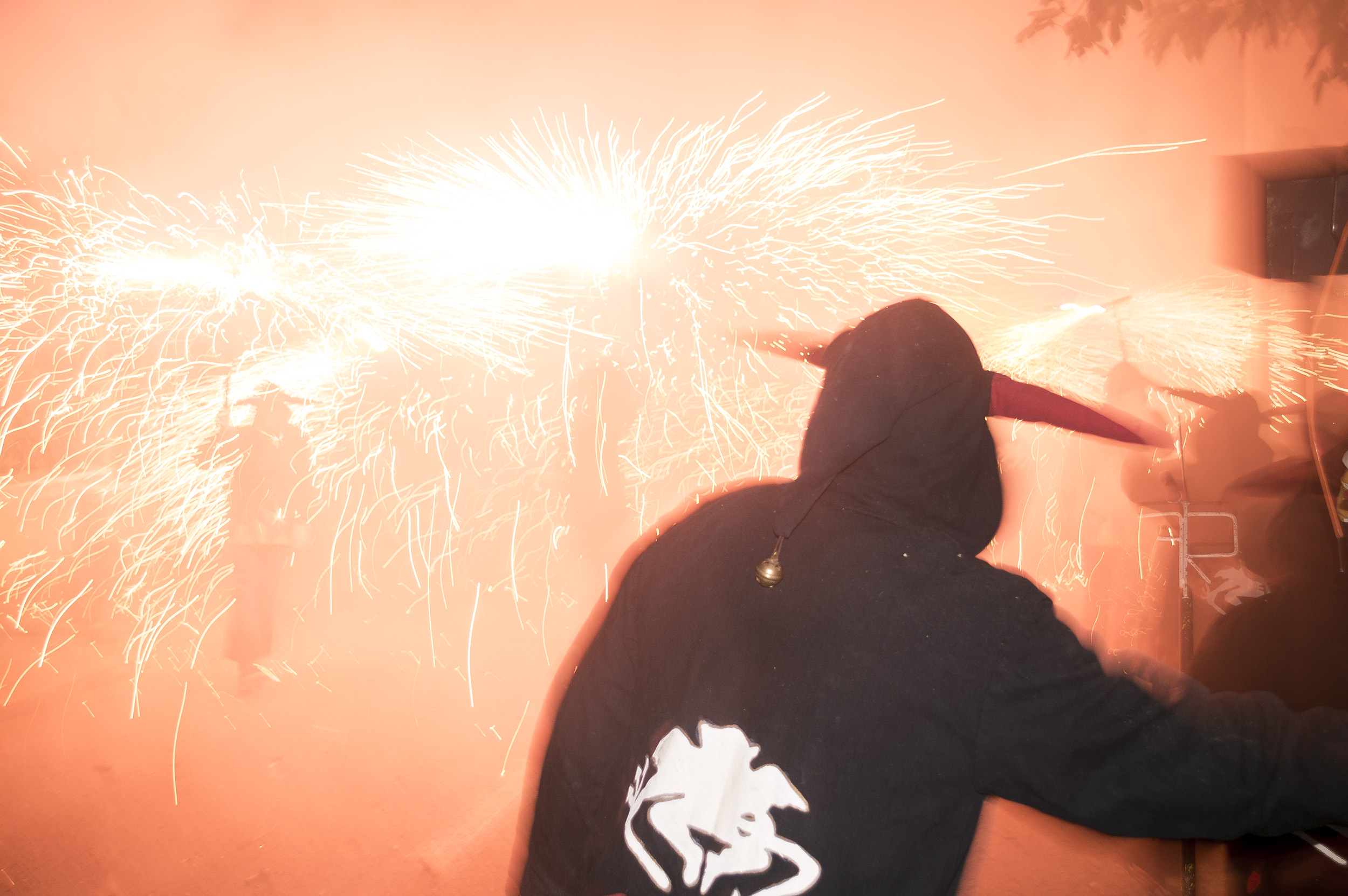

### Diables de Font-rubí Petits
Els Diables Petits de Font-rubí és una entitat nascuda l’any 2001 a partir de la passió per la pirotècnia de dos components, que ja en la seva joventut van ser fundadors de la colla dels Diables de Font-rubí. Juntament amb altres col·laboradors, fan possible que els infants puguin gaudir de l'espectacle del foc d’una manera activa.
L’objectiu no és altre que participar i fer partícips als més menuts/des de la Festa Major, Festa del Most i altres festivitats i esdeveniments del poble.
Actualment participen en l'entitat més de 40 nens i nenes, nombre que augmenta any rere any.
L'entitat està donada d’alta com a Colla de Foc i compleix amb els estrictes protocols que hi ha establerts per qüestions de seguretat envers el foc.

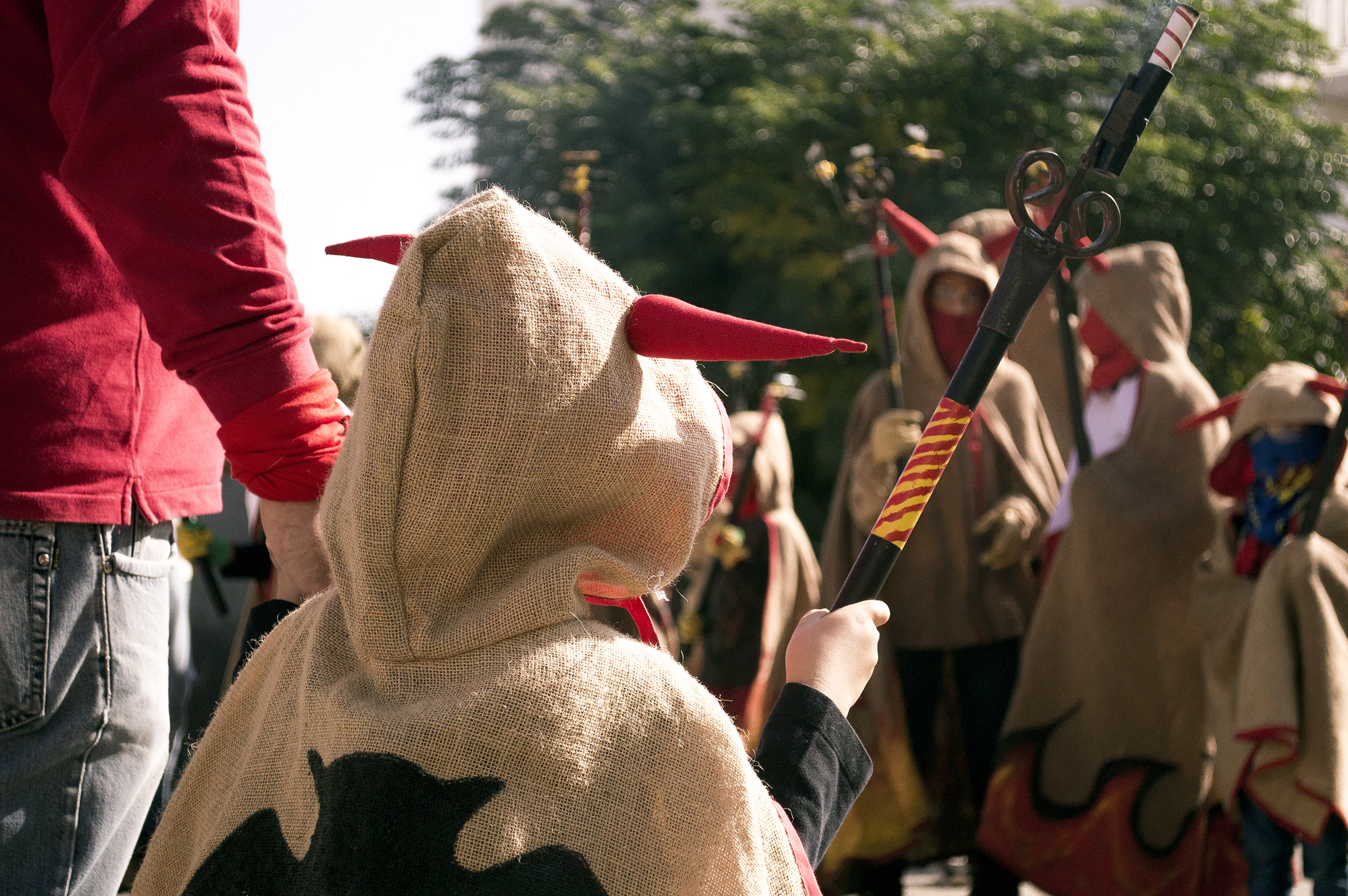

### Ball de Pastoretes
El Ball de Pastoretes de Font-rubí és un ball creat l’any 2012 per un grup de panderetes que, en fer els 15 anys, en comptes de seguir la tradició i passar al Ball de Panderos, van crear el seu grup propi. Amb l’ajuda del Ball de Pastorets de l’Arboç, van passar a ser el primer Ball de Pastorets de Font-rubí.
A més dels balls que han après, n’han creat de nous i tenen un total de 5 peces diferents. Actualment, el ball està format per 12 pastoretes i el pastoret Alfa, la seva mascota que les acompanya a totes les actuacions.

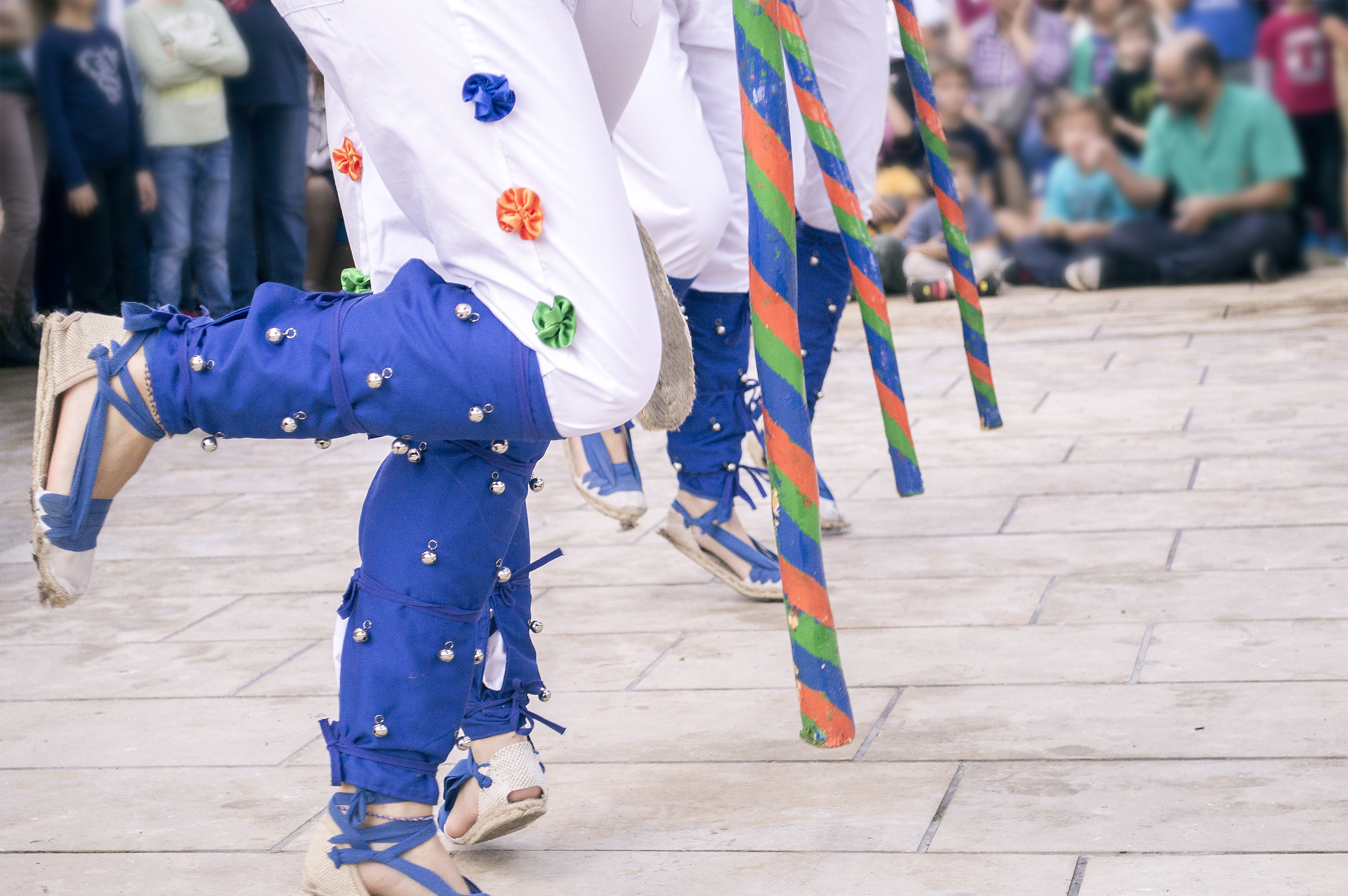

### Ball de Panderetes
El Ball de Panderetes de Font-rubí es va formar per iniciativa de Teresa Vaquerizo i Teresa Pinyol l'any 1989, a imitació dels grups de panderetes comarcals. Actualment està format per una vintena de nenes d'entre 3 i 9 anys dividides en 2 grups. El primer grup, el grup de grans, en tenir més experiència, tenen un repertori de balls més ampli, on podem incloure-hi danses i coreografies com: Ton pare balla el drac, La Cercavila, El Quadrat i La Rodona. En contrapartida, al grup de petites la mitjana d'edat no supera els 5 anys, per aquest motiu que tenen un repertori de coreografies més limitat.
L'objectiu del ball no és altre que fer gaudir les més menudes tant els dies d'assaig com durant Festa Major, així com també als altres esdeveniments del cicle festiu del municipi.
En créixer, les panderetes acostumen a incorporar-se al Ball de Panderos, i ens els últims anys també al Ball de Pastoretes.

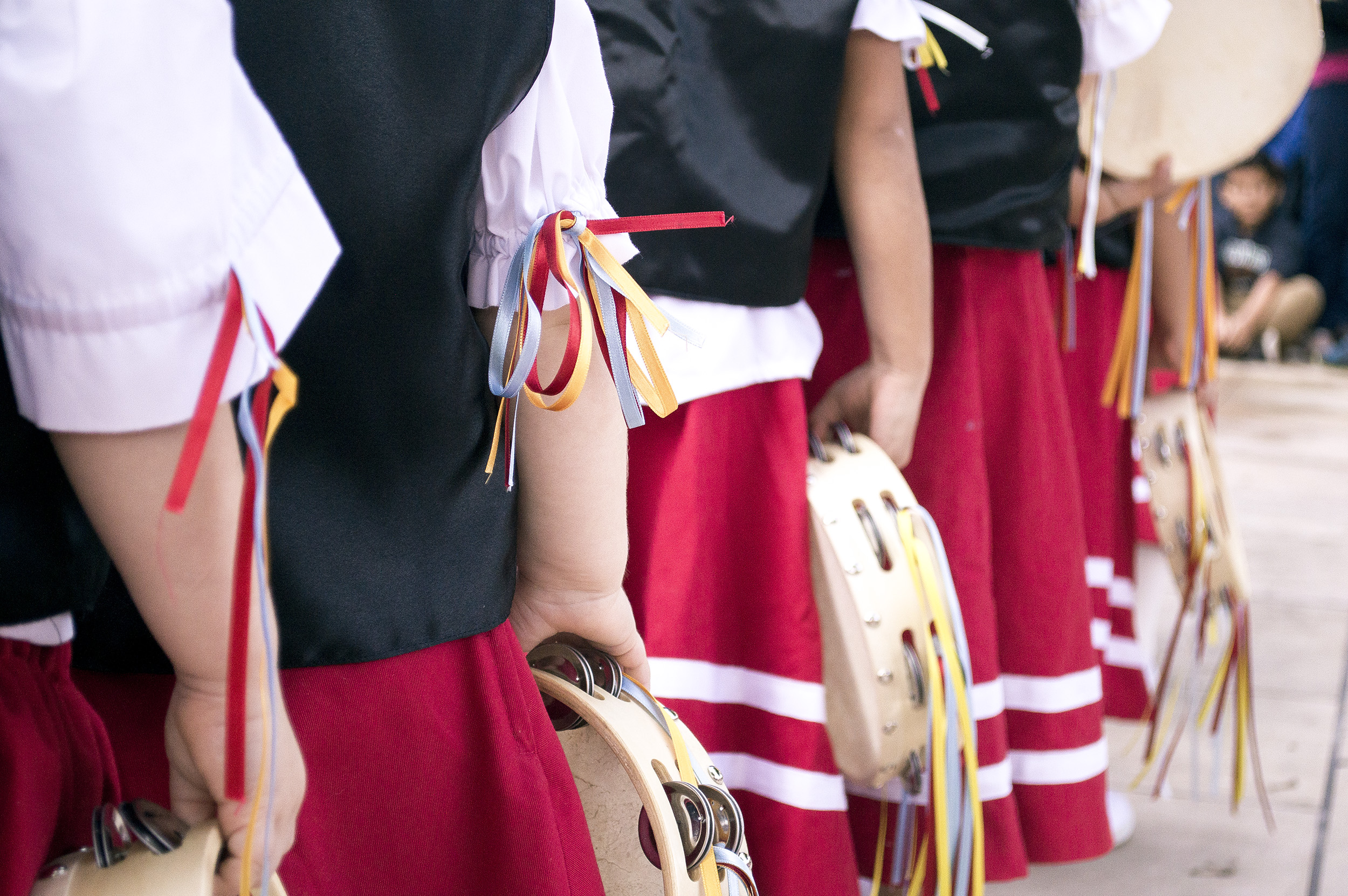

### Grallers de Font-rubí
Els Grallers de Font-rubí van néixer d'una colla d'amics que van aprendre música tradicional amb l'objectiu d'acompanyar els Gegants de Font-rubí. Actualment també acostumen a tocar amb els bastoners i els capgrossos. Són músics aficionats del poble que no han volgut perdre aquests dos instruments tan penedesencs i mediterranis com són la gralla i el tabal.